# چارلز رابینسون (هنرپیشه)
چارلز رابینسون (انگلیسی: Charles Robinson؛ زادهٔ ۹ نوامبر ۱۹۴۵ – درگذشتهٔ ۱۱ ژوئیهٔ ۲۰۲۱) یک هنرپیشه اهل ایالات متحده آمریکا بود. وی از سال ۱۹۷۱ میلادی تا هنگام مرگ مشغول فعالیت بود.
او در فیلم حتی پول، گری لیدی غرق شد بازی کرده‌بود.